# Юханссон, Ларс (хоккеист)
Ларс Юханссон (швед. Lars Johansson; род. 11 июля 1987, Авеста, Коппарберг) — шведский хоккеист, вратарь «Фрёлунды».

## Карьера
Начал играть в хоккей в возрасте 7—8 лет. До 26 лет выступал во второй и третьей лигах Швеции за команды «Мура», «Вестерос» и «Фрёлунда», один сезон провёл в североамериканском «Рокфорде».
Во «Фрёлунду» попал в 2013 году и провёл там три сезона. Ему постоянно приходилось соперничать за место в воротах сначала с Фернстрёмом, а затем и с Густафссоном. Юханссон никогда не был безоговорочным первым номером.

Моим кумиром был Гашек, но, когда я подрос, мне стал нравиться Хенрик Лундквист. Было интересно оказаться в его бывшей команде «Фрёлунде», играть с его братом. Мне даже посчастливилось летом тренироваться с ним
Оказавшись в системе «Чикаго», Ларс так и не получил возможности сыграть за «Блэкхоукс» и выступал в АХЛ. Да и в «Рокфорд Айсхогс» не всё шло гладко — он сыграл лишь 39 матчей и в среднем пропускал около трёх шайб за встречу.
С 2017 по 2021 год защищал ворота ЦСКА, проведя 122 матча в лиге, в которых одержал 88 побед, в 33 играх отстояв на ноль.
Сначала выступал в качестве бэкапа Ильи Сорокина, а после его ухода в «Нью-Йорк Айлендерс» стал полноценным первым номером. В апреле 2018 года признан лучшим вратарем месяца.
В 2019 году в составе ЦСКА стал обладателем Кубка Гагарина.
В сезоне 2020/21 помог армейцам добраться до финала Кубка Гагарина, где его команда проиграла «Авангарду». В финальной серии провёл шесть матчей, в которых пропустил 11 шайб, то есть в его ворота забивалось меньше двух голов за игру. Также им был установлен рекорд лиги по «сухим» матчам в плей-офф: 7 из 23 матчей.
15 июня 2021 года подписал контракт со СКА сроком на 1 год.
Провёл за СКА 50 матчей, со статистикой: 31 победа, 92,6 % отраженных бросков, КН 1,78, 9 матчей на ноль. Сходу стал первым номером — за сезон сыграл полсотни матчей в то время, как трое других питерских вратарей провели суммарно 22 игры. В регулярном чемпионате он стал лучшим голкипером по количеству сухих матчей (9) и повторил личный рекорд по количеству побед (20). Дважды признавался лучшим вратарём месяца в КХЛ (октября и декабря) и ещё дважды — лучшим вратарём недели (шестой и восьмой). Плей-офф провёл чуть хуже относительно самого себя в регулярке и в прошлых сезонах — 91,2 % отражённых бросков, коэффициент надёжности 2,09. Тем не менее, по второму показателю вошёл в пятёрку лучших вратарей Кубка Гагарина, а по сумме побед в регулярке и плей-офф стал первым (31). Номинант на приз «Лучший вратарь» по результатам сезона 2021/22 в КХЛ. 30 апреля 2022 года покинул СКА.
В мае 2022 года 34-летний голкипер подписал контракт на три года с «Фрёлундой», предварительные договорености по этому контракту были уже в ноябре 2021 года.

## Достижения
- 2016 — чемпион Швеции.
- 2016 — победитель Лиги чемпионов.
- 2019, 2020, 2021 — обладатель Кубка Континента.
- 2019 — обладатель Кубка Гагарина.
- 2018, 2020 — серебряный призёр Чемпионата России.
- 2020, 2021 — чемпион России[15].

## Семья
Старший брат Мартин (род. 1984) — призёр чемпионатов мира по спортивному ориентированию.